# Espectrômetro de raios X de partículas alfa
Espectrômetro de raios X de partículas alfa (original:Alpha Proton X-ray Spectrometer – APXS) é um dispositivo que analisa a composição química de um elemento de amostra a partir das partículas alfa dispersadas, e os raios-X fluorescentes após a amostra ser irradiada com partículas alfa e raios-X a partir de fontes radioativas.

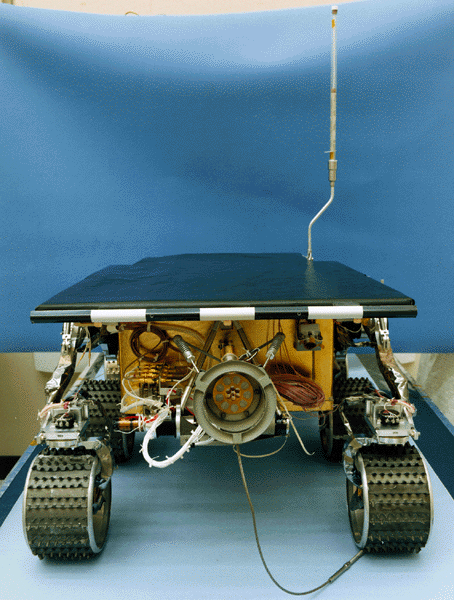
APXS na parte de trás do robô explorador Sojourner.

A distribuição de energia das ondas alfas e raios-X medidas pelos detectores é analisada para determinar a composição elementar do material. A composição elementar de uma rocha descreve as quantidades de elementos químicos diferentes que se uniram para formar todos os minerais dentro da rocha. Ao longo dos anos várias versões diferentes deste tipo de instrumento, como a APS (sem espectrômetro de raios-X) ou APXS foram levados em missões para explorar o espaço.